# Мітчелл Дейкс
Мі́тчелл Кле́мент Дейкс (нід. Mitchell Clement Dijks, нар. 9 лютого 1993, Пюрмеренд, Нідерланди) — нідерландський футболіст, фланговий захисник клубу «Вітесс».

## Ігрова кар'єра

### Клубна
Футбольну кар'єру починав у клубі «Волендам», де прийшов до футбольної школи клуба у віці 10-ти років. Згодом Мітчелл перейшов до академії амстердамського «Аякса». Саме у стані «Аякса» Дійкс і дебютував на дорослому рівні. Його перша поява на полі відбулася у матчі на Суперкубок Нідерландів у серпні 2012 року. За два тижні відбувся дебют футболіста і у матчах Ередивізі.
Зігравши у складі «Аякса» лише 6 матчів, наступний сезон Дійкс провів в оренді у клубі «Геренвен». Повернувшись до «Аякса» Дійкс не отримав гарантій місця в основі і попросив керівництво клубу виставити його на трансфер. Новий сезон Дійкс почав вже як гравець клубу «Віллем II».
Та за рік Дейкс знову повернувся до «Аякса». Повноцінно вдігравши лише один сезон, весь інший час футболіст знову провів в оренді. Спочатку це був англійський «Норвіч Сіті», а згодом дубль «Аякса» — «Йонг Аякс».
Після завершення терміну оренди Дійкс в котрий раз повернувся до складу «Аякса», але вже влітку 2018 року футболіст підписав п'ятирічний контракт з італійською «Болоньєю». В італійській команді був гравцем ротації протягом чотирьох сезонів, після чого влітку 2022 року контракт було розірвано за обопільною згодою.
2 вересня 2022 року на правах вільного агента уклав однорічний контракт з клубом «Вітесс» на батьківщині.

### Збірна
Мітчелл Дейкс грав у складі юнацьких та молодіжної збірних Нідерландів. Він брав участь у елітному раунді юнацького Євро-2021 для футболістів віком до 19-ти років.
У березні 2016 року Дейкс отримав виклик у національну збірну Нідерландів на товариські матчі проти збірних Франції та Англії але на поле того разу так і не вийшов.

## Статистика виступів

### Статистика клубних виступів
Станом на 31 серпня 2022
| Сезон               | Команда             | Чемпіонат           | Чемпіонат | Чемпіонат | Національний кубок | Національний кубок | Національний кубок | Єврокубки | Єврокубки | Єврокубки | Інші змагання | Інші змагання | Інші змагання | Усього | Усього |
| Сезон               | Команда             | Ліга                | Ігор      | Голів     | Ліга               | Ігор               | Голів              | Ліга      | Ігор      | Голів     | Ліга          | Ігор          | Голів         | Ігор   | Голів  |
| ------------------- | ------------------- | ------------------- | --------- | --------- | ------------------ | ------------------ | ------------------ | --------- | --------- | --------- | ------------- | ------------- | ------------- | ------ | ------ |
| 2012–13             | «Аякс»              | ЕД                  | 6         | 0         | КН                 | 2                  | 0                  | ЛЧ+ЛЄ     | 0         | 0         | СН            | 1             | 0             | 8      | 0      |
| 2013–14             | «Геренвен»          | ЕД                  | 24        | 0         | КН                 | 3                  | 0                  | -         | -         | -         | -             | -             | -             | 27     | 0      |
| 2014–15             | «Віллем II»         | 1Д                  | 28        | 0         | КН                 | 0                  | 0                  | -         | -         | -         | -             | -             | -             | 28     | 0      |
| 2015–16             | «Аякс»              | ЕД                  | 29        | 0         | КН                 | 1                  | 0                  | ЛЧ+ЛЄ     | 1+8       | 0         | -             | -             | -             | 39     | 0      |
| 2016-січ. 2017      | «Аякс»              | ЕД                  | 12        | 0         | КН                 | 2                  | 0                  | ЛЧ+ЛЄ     | 0-6       | 0         | -             | -             | -             | 20     | 0      |
| січ.-черв. 2017     | «Норвіч Сіті»       | ЧФЛ                 | 15        | 1         | КА+КЛ              | 0                  | 0                  | -         | -         | -         | -             | -             | -             | 15     | 1      |
| 2017–18             | «Аякс»              | ЕД                  | 9         | 0         | КН                 | 0                  | 0                  | ЛЧ+ЛЄ     | 0         | 0         | -             | -             | -             | 8      | 0      |
| Усього за «Аякс»    | Усього за «Аякс»    | Усього за «Аякс»    | 55        | 0         |                    | 5                  | 0                  |           | 15        | 0         |               | 1             | 0             | 76     | 0      |
| 2018–19             | «Болонья»           | A                   | 25        | 1         | КІ                 | 3                  | 1                  | -         | -         | -         | -             | -             | -             | 28     | 2      |
| 2019–20             | «Болонья»           | A                   | 13        | 0         | КІ                 | 1                  | 0                  | -         | -         | -         | -             | -             | -             | 14     | 0      |
| 2020–21             | «Болонья»           | A                   | 20        | 0         | КІ                 | 0                  | 0                  | -         | -         | -         | -             | -             | -             | 20     | 0      |
| 2021–22             | «Болонья»           | A                   | 17        | 0         | КІ                 | -                  | -                  | -         | -         | -         | -             | -             | -             | 17     | 0      |
| Усього за «Болонью» | Усього за «Болонью» | Усього за «Болонью» | 74        | 1         |                    | 4                  | 1                  |           | -         | -         |               | -             | -             | 78     | 2      |
| Усього за кар'єру   | Усього за кар'єру   | Усього за кар'єру   | 195       | 2         |                    | 12                 | 1                  |           | 15        | 0         |               | 1             | 0             | 223    | 3      |

## Досягнення
Аякс
- Чемпіон Нідерландів: 2012/13
- Срібний призер чемпіонату Нідерландів: 2015/16